# كيلبورن
كيلبورن (بالإنجليزية: Cleburne, Texas)‏ هي مدينة تقع بولاية تكساس في شمال شرق الولايات المتحدة. تأسست عام 1867، تبلغ مساحة هذه المدينة 78.9 (كم²)، وترتفع عن سطح البحر 233 م، بلغ عدد سكانها 29377 نسمة في عام 2010 حسب إحصاء مكتب تعداد الولايات المتحدة وتصل الكثافة السكانية فيها 361.4 نسمة/كم2.

## التركيبة السكانية
حدّد مكتب تعداد الولايات المتحدة بيانات التركيبة السكانية لكيلبورن في تعداد الولايات المتحدة. في ما يلي، التركيبة السكانية حسب تعدادي 2000 و2010.

### تعداد عام 2000
بلغ عدد سكان كيلبورن 26,005 نسمة بحسب تعداد عام 2000، وبلغ عدد الأسر 9,335 أسرة وعدد العائلات 6,764 عائلة مقيمة في المدينة. في حين سجلت الكثافة السكانية 260.1 نسمة لكل كيلومتر مربع (673.7/ميل2). وبلغ عدد الوحدات السكنية 9,910 وحدة بمتوسط كثافة قدره 99.1 لكل كيلومتر مربع (256.7/ميل2).
وتوزع التركيب العرقي للمدينة بنسبة 86.32% من البيض و4.44% من الأمريكيين الأفارقة و0.47% من الأمريكيين الأصليين و0.42% من الأمريكيين ذوي الأصول الآسيوية و0.21% من سكان جزر المحيط الهادئ و6.42% من الأعراق الأخرى و1.73% من عرقين مختلطين أو أكثر و19.90% من الهسبانيون أو اللاتينيون من أي عرق.
بلغ عدد الأسر 9,335 أسرة كانت نسبة 40% منها لديها أطفال تحت سن الثامنة عشر تعيش معهم، وبلغت نسبة الأزواج القاطنين مع بعضهم البعض 56.2% من أصل المجموع الكلي للأسر، ونسبة 11.9% من الأسر كان لديها معيلات من الإناث دون وجود شريك،  بينما كانت نسبة 4.3% من الأسر لديها معيلون من الذكور دون وجود شريكة وكانت نسبة 27.5% من غير العائلات. تألفت نسبة 24% من أصل جميع الأسر من عدة أفراد يعيشون في نفس المنزل ونسبة 11.6% كانت تتألف من شخص يعيش بمفرده يبلغ من العمر 65 عاماً أو أكثر. وبلغ متوسط حجم الأسرة المعيشية 2.71، أما متوسط حجم العائلات فبلغ 3.20.
بلغ العمر الوسطي للسكان 33.2 عاماً. وكانت نسبة 27.9% من القاطنين تحت سن الثامنة عشر، وكانت نسبة 9.4% بين الثامنة عشر والرابعة والعشرين عاماً، ونسبة 27.7% كانت واقعةً في الفئة العمرية ما بين الخامسة والعشرين والرابعة والأربعين عاماً، ونسبة 19.7% كانت ما بين الخامسة والأربعين والرابعة والستين، ونسبة 12.6% كانت ضمن فئة الخامسة والستين عاماً فما فوق. يوجد لكل 100 أنثى 93.5 ذكر، ويوجد لكل 100 أنثى في الثامنة عشر من عمرها فما فوق 90.2 ذكر.
بلغ متوسط دخل الأسرة في المدينة 35,481 دولارًا، أما متوسط دخل العائلة فبلغ 41,975 دولارًا. وكان متوسط دخل الذكور 32,131 دولارًا مقابل 21,778 دولارًا للإناث. وسجل دخل الفرد الخاص بالمدينة 16,762 دولارًا. وكانت نسبة 10% من العائلات ونسبة 13.5% من السكان تحت خط الفقر، وكان من هؤلاء نسبة 17.7% تحت سن الثامنة عشر ونسبة 13.6% في الخامسة والستين من العمر وما فوق.

### تعداد عام 2010
بلغ عدد سكان كيلبورن 29,337 نسمة بحسب تعداد عام 2010، وبلغ عدد الأسر 10,439 أسرة وعدد العائلات 7,343 عائلة مقيمة في المدينة. في حين سجلت الكثافة السكانية 293.5 نسمة لكل كيلومتر مربع (760.2/ميل2). وبلغ عدد الوحدات السكنية 11,418 وحدة بمتوسط كثافة قدره 114.2 لكل كيلومتر مربع (295.8/ميل2).
وتوزع التركيب العرقي للمدينة بنسبة 82.35% من البيض و4.40% من الأمريكيين الأفارقة و0.69% من الأمريكيين الأصليين و0.50% من الأمريكيين ذوي الأصول الآسيوية و0.31% من سكان جزر المحيط الهادئ و9.36% من الأعراق الأخرى و2.39% من عرقين مختلطين أو أكثر و27.13% من الهسبانيون أو اللاتينيون من أي عرق.
بلغ عدد الأسر 10,439 أسرة كانت نسبة 39% منها لديها أطفال تحت سن الثامنة عشر تعيش معهم، وبلغت نسبة الأزواج القاطنين مع بعضهم البعض 50.6% من أصل المجموع الكلي للأسر، ونسبة 14.1% من الأسر كان لديها معيلات من الإناث دون وجود شريك،  بينما كانت نسبة 5.7% من الأسر لديها معيلون من الذكور دون وجود شريكة وكانت نسبة 29.7% من غير العائلات. تألفت نسبة 25% من أصل جميع الأسر من عدة أفراد يعيشون في نفس المنزل ونسبة 10.5% كانت تتألف من شخص يعيش بمفرده يبلغ من العمر 65 عاماً أو أكثر. وبلغ متوسط حجم الأسرة المعيشية 2.73، أما متوسط حجم العائلات فبلغ 3.26.
بلغ العمر الوسطي للسكان 33.9 عاماً. وكانت نسبة 28% من القاطنين تحت سن الثامنة عشر، وكانت نسبة 9.6% بين الثامنة عشر والرابعة والعشرين عاماً، ونسبة 26.9% كانت واقعةً في الفئة العمرية ما بين الخامسة والعشرين والرابعة والأربعين عاماً، ونسبة 22.5% كانت ما بين الخامسة والأربعين والرابعة والستين، ونسبة 13.1% كانت ضمن فئة الخامسة والستين عاماً فما فوق. وتوزع التركيب الجنسي للسكان بنسبة 49% ذكور و51% إناث.

## أعلام
- فيلي لويس
- تومي فاين
- جينيفر آرتشر
- لو سميث
- كيم أندرسون
- ميرتل كوربن
- جورج جاكسون
- ديريل بالمر

## وصلات خارجية
- The US50 - Cities and Towns in Texas State